# Giffone
Giffone est une commune italienne de la province de Reggio de Calabre, dans la région Calabre.

## Administration
| Période                                  | Période  | Identité         | Étiquette | Qualité |
| ---------------------------------------- | -------- | ---------------- | --------- | ------- |
| 14 juin 2004                             | En cours | Antonio Albanese | Centro    |         |
| Les données manquantes sont à compléter. |          |                  |           |         |

### Communes limitrophes
Anoia, Cinquefrondi, Galatro, Mammola, Maropati.

### Évolution démographique
Habitants recensés